# I moschettieri di Pig Alley
I moschettieri di Pig Alley (The Musketeers of Pig Alley) è un film del 1912 diretto da David Wark Griffith. È un cortometraggio prodotto dalla Biograph Company e distribuito negli Stati Uniti dalla General Film Company il 31 ottobre 1912. Primo lavoro da sceneggiatrice di Anita Loos, The Musketeers of Pig Alley è uno dei primi esempi di film sulla criminalità organizzata.
Il 10 dicembre 2002 il corto fu incluso nella raccolta DVD Biograph Shorts della collana Griffith Masterworks (uscita solo nell'America del Nord). Nel 2016 è stato scelto per la conservazione nel National Film Registry della Biblioteca del Congresso in quanto "culturalmente, storicamente o esteticamente significativo".

## Trama
Nella Lower East Side di New York vive una giovane coppia. Il marito lavora come musicista e spesso deve viaggiare per lavoro. Un giorno, al suo ritorno, viene derubato del portafoglio da un gangster. La moglie va a un ballo in cui un criminale cerca di drogarla, ma il suo tentativo viene fermato dallo stesso gangster che ha derubato il marito. I due criminali diventano rivali, e ne consegue una sparatoria. Il marito arriva sul luogo e riconosce uno degli uomini come il gangster che lo ha derubato, così si riprende il portafoglio e torna a casa, seguito dal gangster. Quest'ultimo viene rintracciato dalla polizia, ma la moglie del musicista gli restituisce il favore dandogli un falso alibi.

## Accoglienza

### Critica
Secondo Gian Piero Brunetta, "Griffith coglie, con sintesi fulminee, aspetti di una New York affamata e disperata dove non si possono più applicare i parametri perbenistici di giudizio su chi opera entro la legge e chi vive fuori legge. La solidarietà improvvisa e imprevedibile che si crea alla fine del film tra la giovane coppia e il gangster rivela questa coscienza".
Secondo Marcel Oms, "per molti aspetti, questo film costituisce un approccio sociale semi-romanzato al milieu dei bassifondi dove si svolgerà gran parte della Madre e la legge (la parte moderna di Intolerance). I personaggi, i loro stessi nomi ne sono come un primo abbozzo; una serie di schizzi e di silhouettes. Una certa amoralità presiede al finale, perché la polizia è ingannata e il bandito se la cava in modo amichevole. È la miseria che fa la cattiveria, in Griffith come in Hugo..."